# Daniele Danesin
Daniele Danesin, né le 7 décembre 1985 à Côme, est un rameur italien.

## Palmarès

### Championnats du monde d'aviron
- 2005 à Gifu,  Japon
  -  Médaille d'or huit barré
- 2006 à Eton,  Royaume-Uni
  -  Médaille d'or quatre de couple poids légers
- 2007 à Munich,  Allemagne
  -  Médaille d'or quatre de couple poids légers
- 2008 à Ottensheim,  Autriche
  -  Médaille d'or quatre de couple poids légers
- 2011 à Bled,  Slovénie
  -  Médaille d'argent en quatre de pointe poids légers